# عضلة ألوية صغرى
العضلة الألوية الصغرى (بالإنجليزية: Gluteus minimus muscle)‏ هي أصغر عضلة من العضلات الألوية، تقع مُباشرةً تحت عضلة ألوية وسطى.

## معرض صور

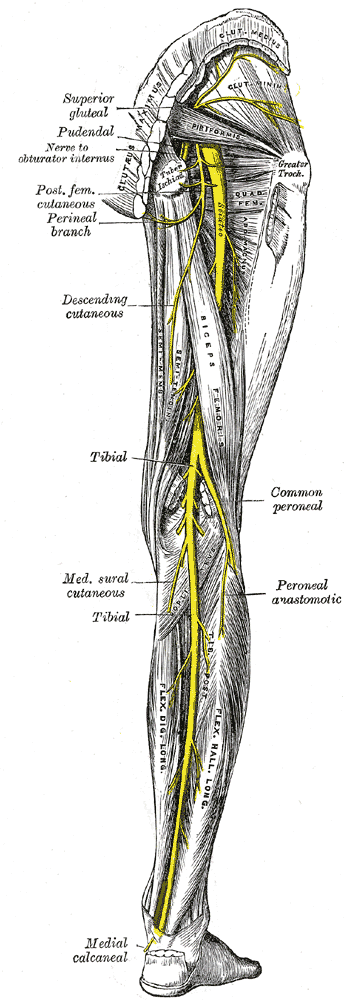
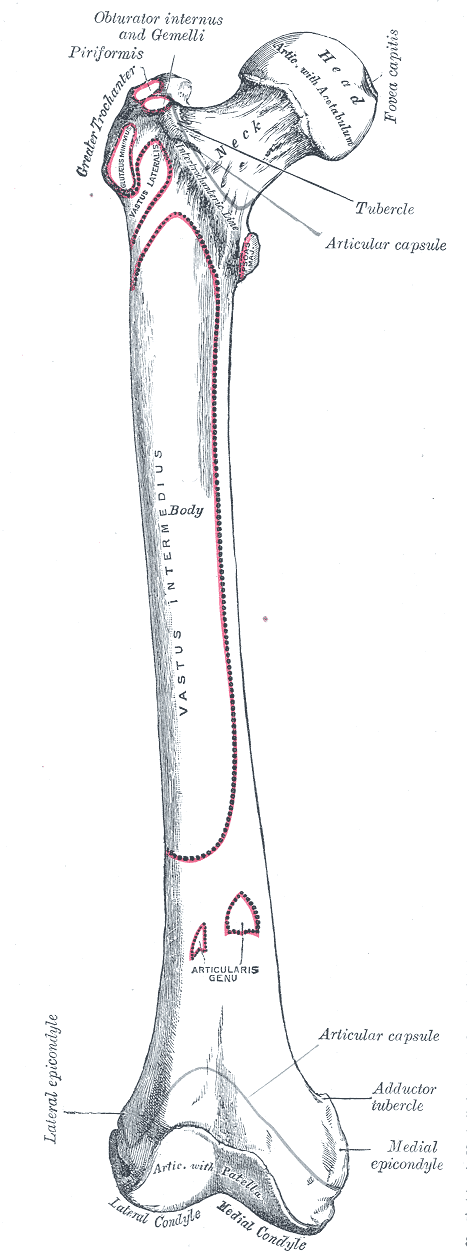
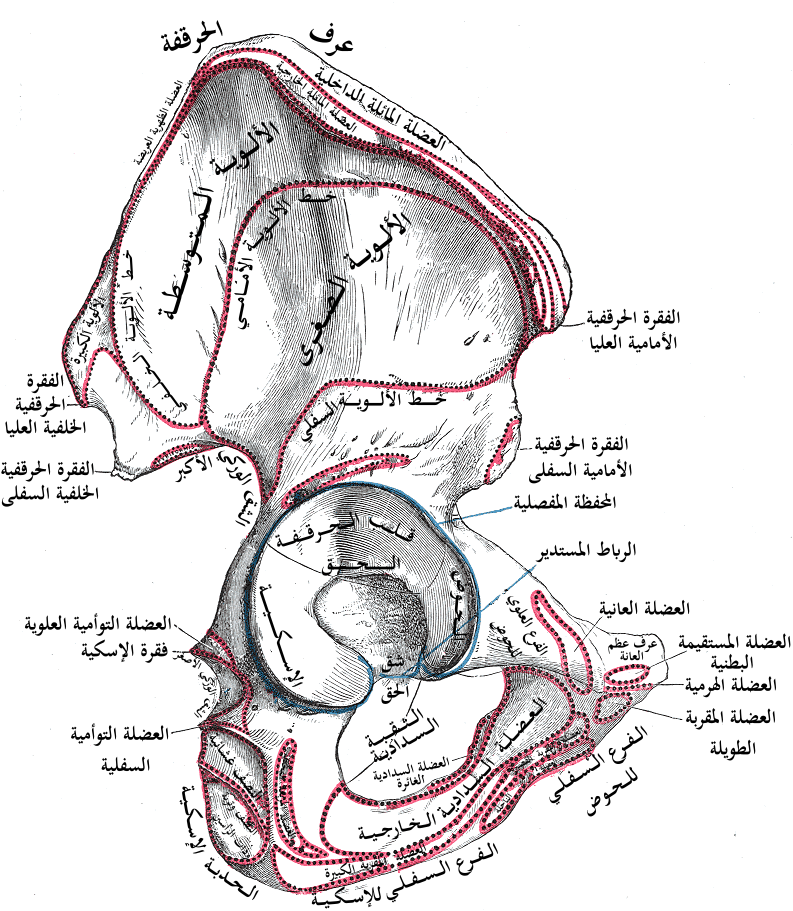
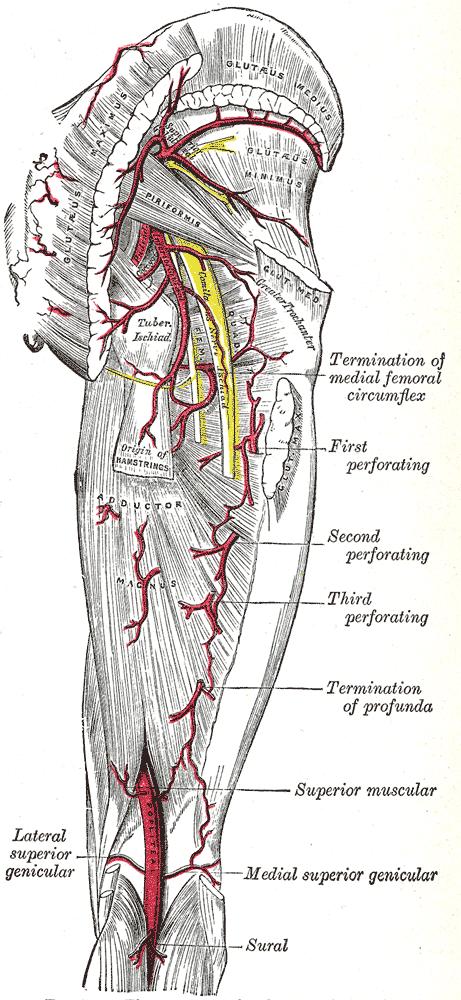